# 米兰·多莱切克 (1982年)
米兰·多莱切克（捷克語：Milan Doleček，1982年3月18日—），捷克男子赛艇运动员。他曾代表捷克参加世界赛艇锦标赛，获得一枚铜牌。他也曾参加2004年和2008年夏季奥林匹克运动会。

## 家庭
父亲老米兰·多莱切克。